# 安福河伯神社
安福河伯神社（あふくかはくじんじゃ）は、宮城県亘理郡亘理町にある神社である。
旧社格は郷社。亘理郡延喜式式内社四座のうちの一座である。

## 祭神
- 阿武隈川の神である速秋津比売神を主祭神に、経津主神、猿田彦命、大年神を祀る。
  - その他に、宮原水神社の水波能賣神、森房早川神社の天之御中主神、高皇産霊神、神皇産霊神を合祀している。

## 由緒
景行天皇41年8月6日、日本武尊により勧請されたと伝わる。清和天皇の御世の貞観4年6月25日に官社に列し、正五位上を授けられた。往古は旧田沢村一円が神領地に指定されていたが、天正時代に戦乱が相次いだ影響で神領地は廃絶した。
境内の由緒書によれば、安福河伯神社は阿武隈川の治水用水・大和朝廷の北辺守護のために創建されたという。創建当初は、現在の鎮座地から東の逢隈田沢字宮原の阿武隈川のそば（常磐線の線路の西200mの堤防下）に鎮座していた。その後、現在の鎮座地である水上山の上へ遷座されたという。
代々の領主からも篤く崇敬されており、慶長7年には亘理伊達氏初代の伊達成実が社殿を造営、その後も寛政5年には十二石六斗の寄進が行われた。

## 境内
- 社殿（拝殿・幣殿・本殿）
  - 本殿は江戸時代後期の安政五年（1858年）に建てられたもので、彫刻も見事であることから亘理町指定文化財となっている。

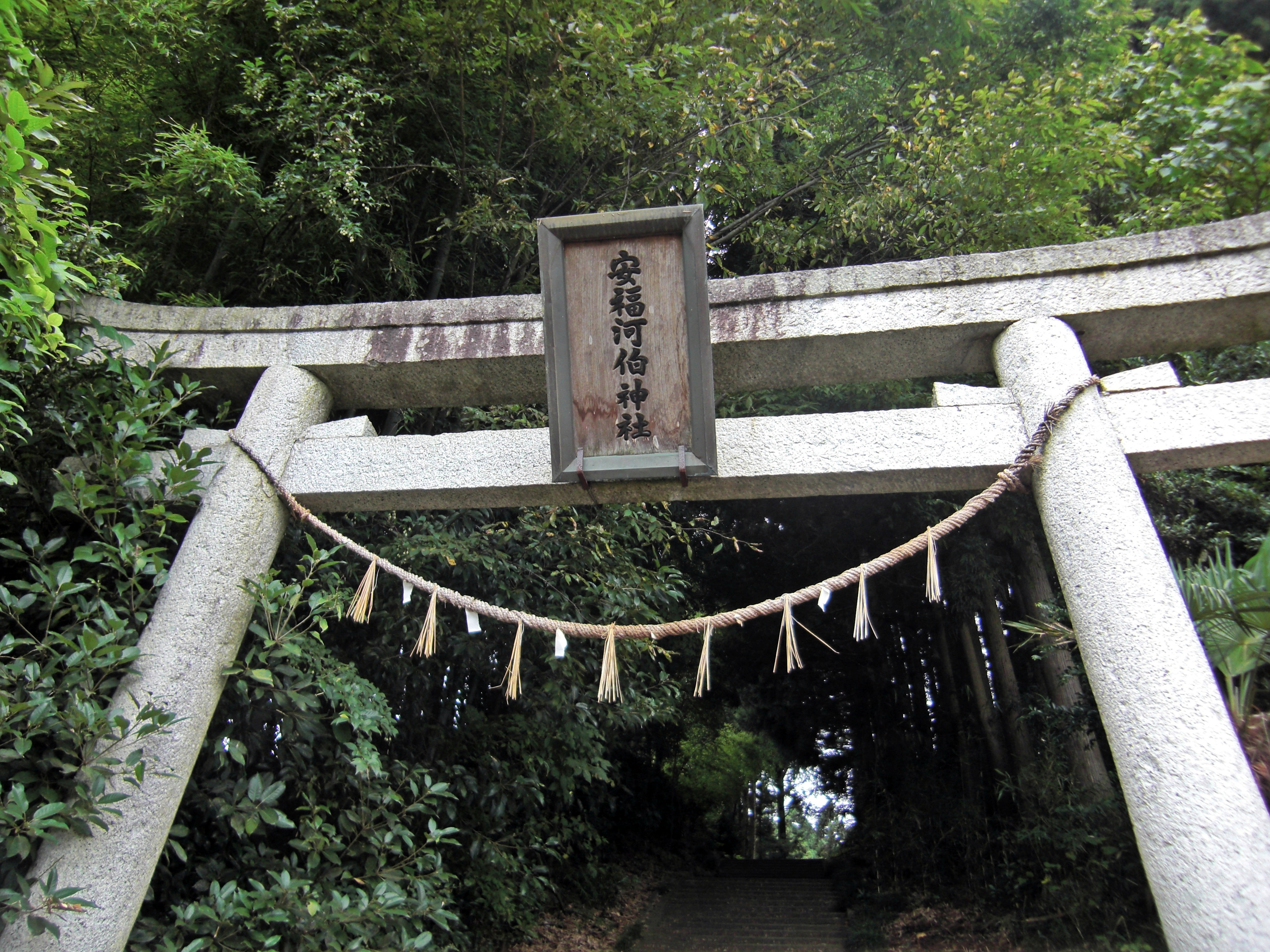
安福河伯神社鳥居
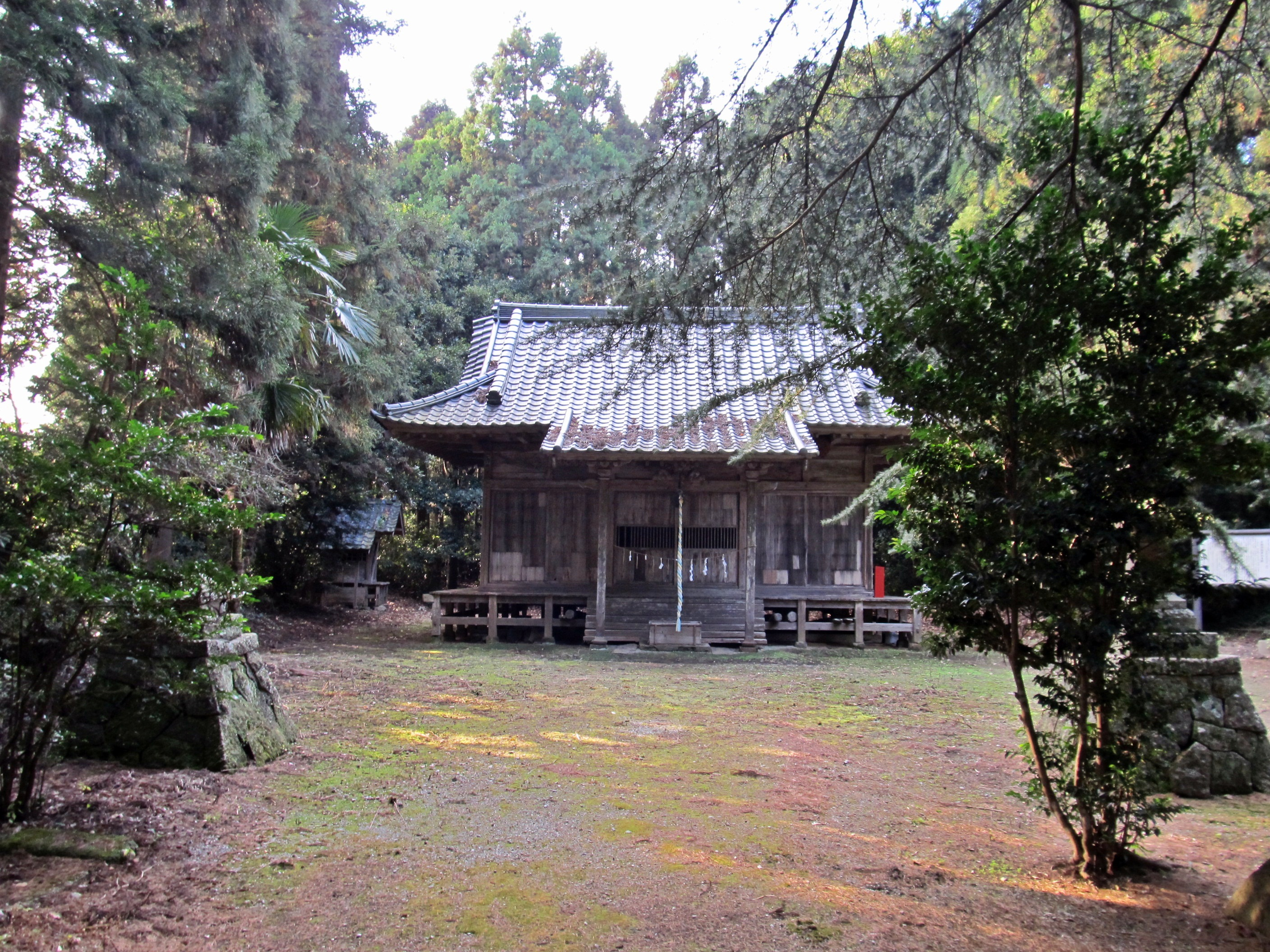
安福河伯神社境内
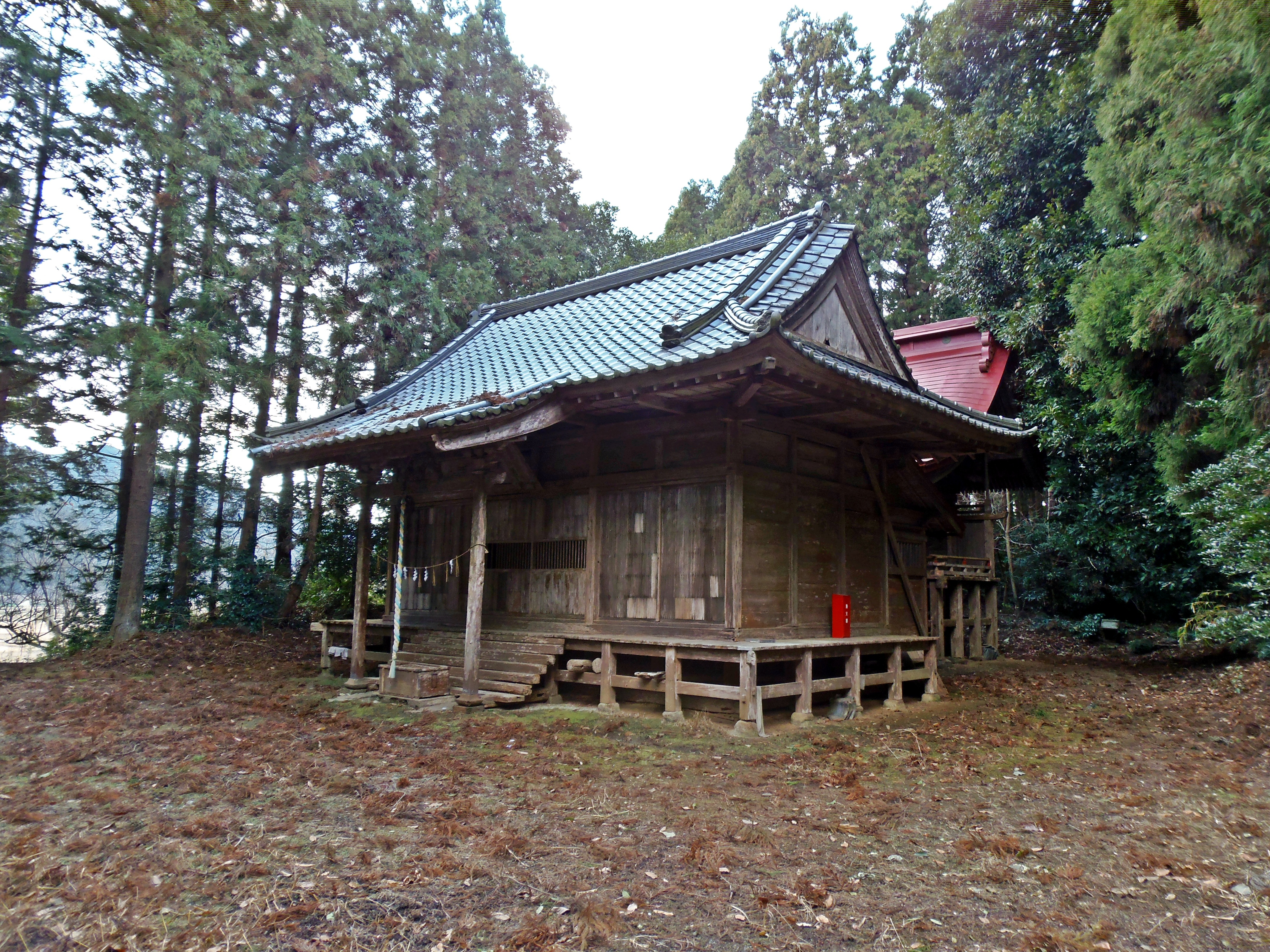
安福河伯神社社殿
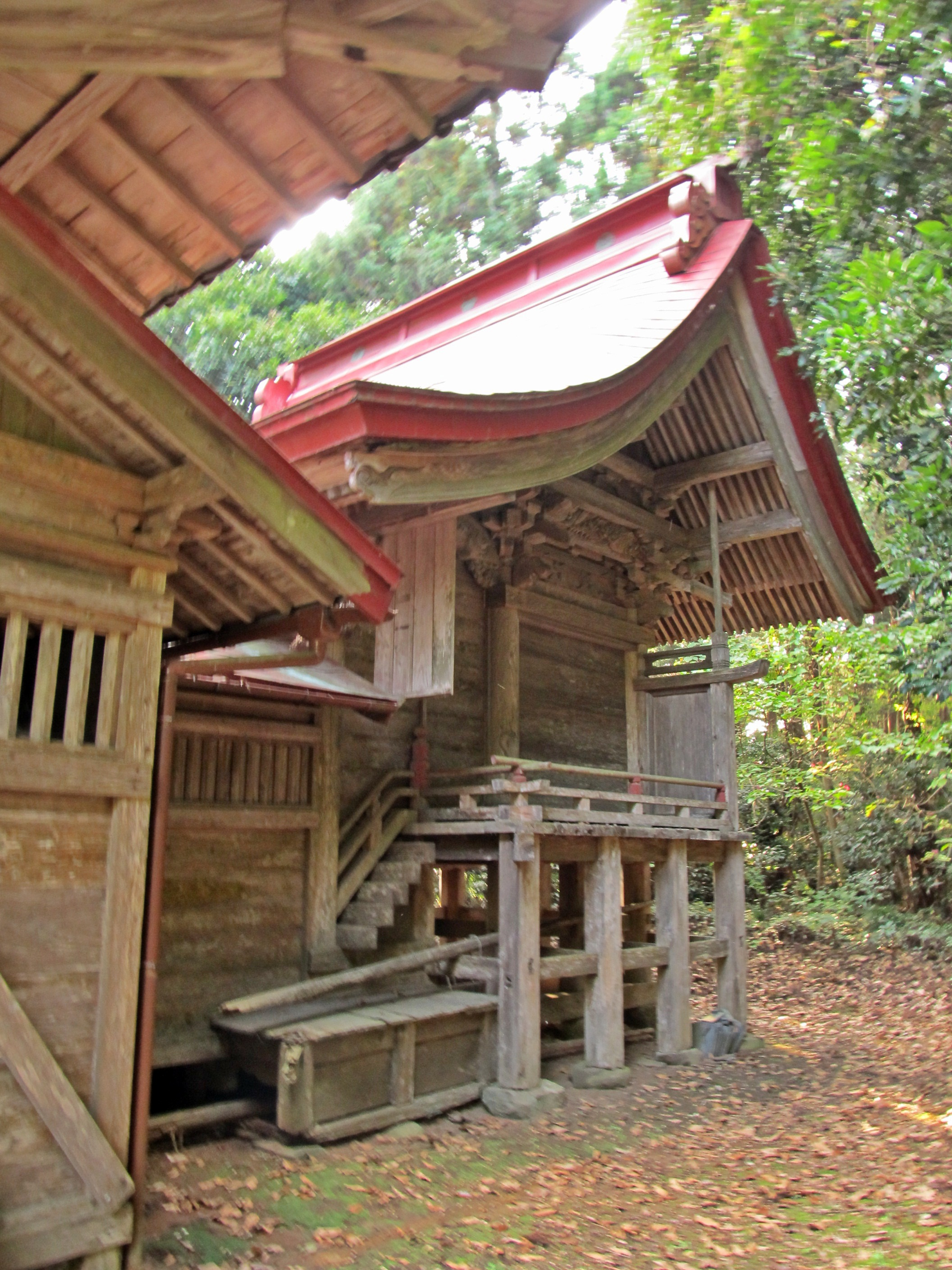
安福河伯神社本殿（北側）
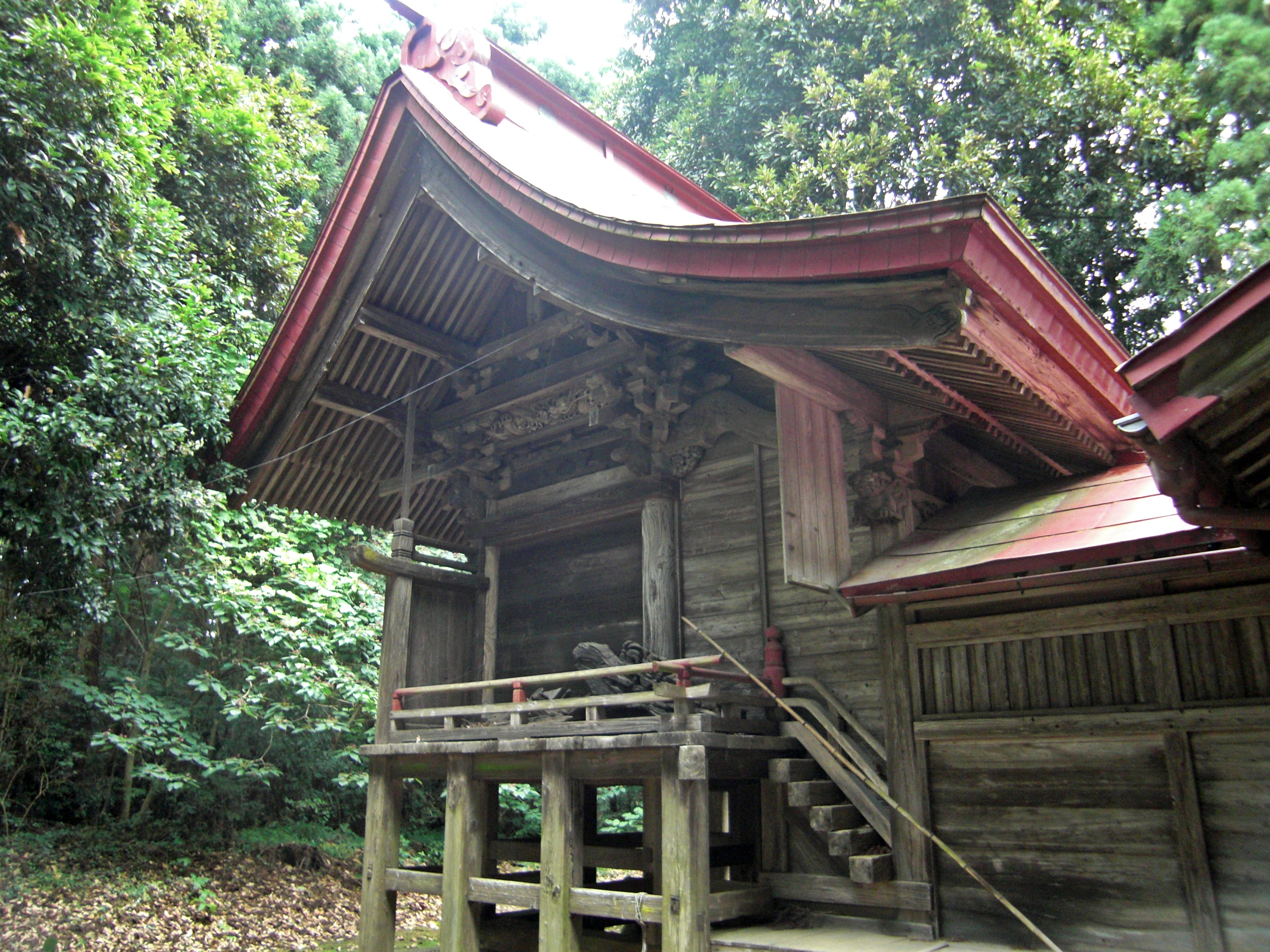
安福河伯神社御本殿（南側）

- その他に、本殿南側には子安神社（祭神：木之花咲耶比賣神）が鎮座しており、境内には神輿庫がある。

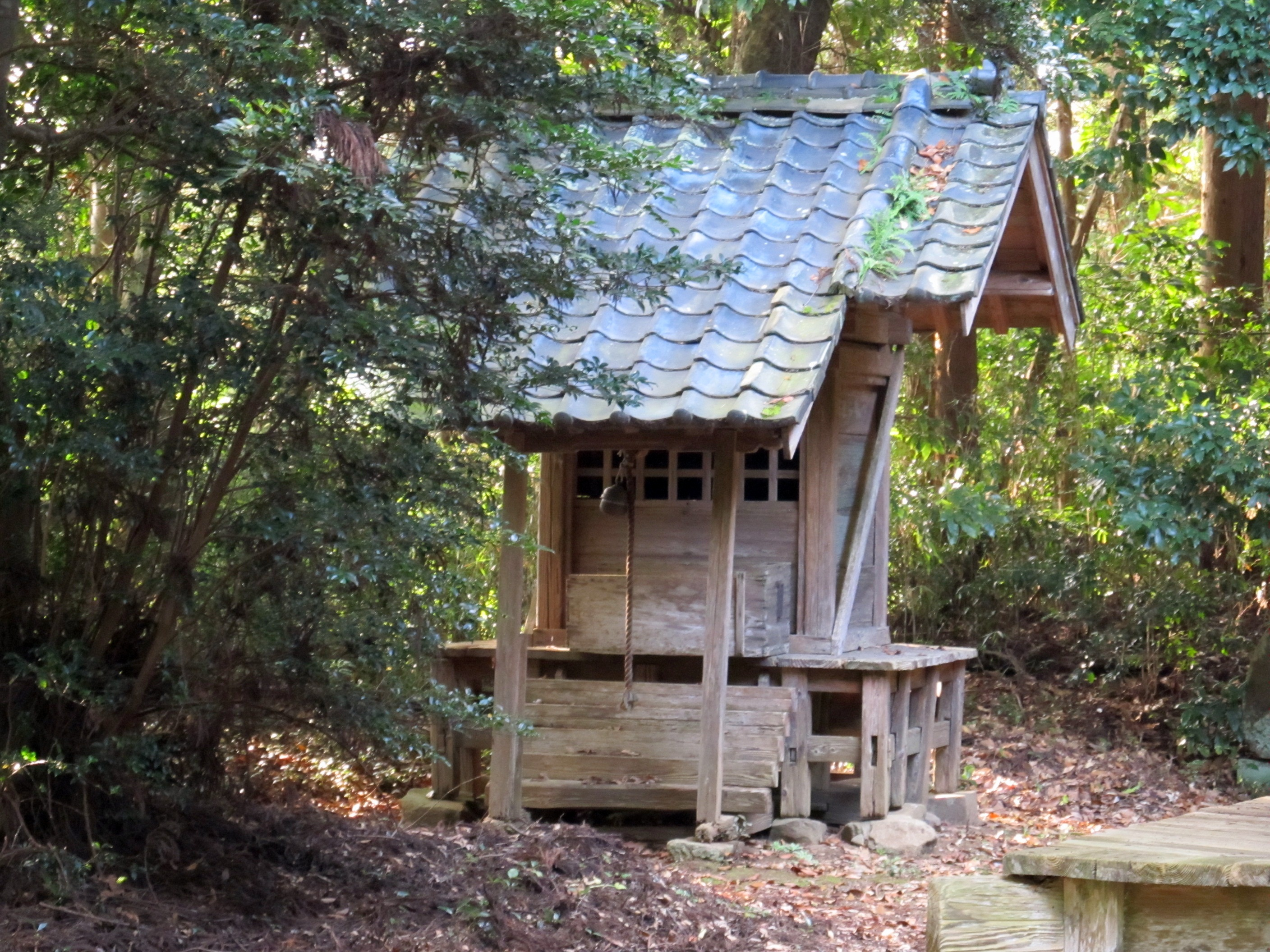
子安神社

## 伝承
昔、神様が西の山で畝を立てていた。畝を7つ立てていたのでそれが「七峰山（ななうねやま）」となり、残りの３掴み分の土を放り投げてできた丘が、現在安福河伯神社が鎮座している「水上山（三掴み山）」だという。
阿武隈川に関係する伝承もある。
- ある日、山の神と川の神が出会った時、山の神は「ここまで山を作ってきたから、もっと北まで延長したい」といい、川の神は「この辺で川を海へと向かわせたい」と言った。お互い一歩も譲らないので、近くの深山という山を早く10周した方の意見に従うということになった。一斉に山の神と川の神が競争を始めたが、7周目に入ったところ、山の神がちょうど深山に咲いていたツツジに目を奪われ、ツツジの根に足を取られ転んでしまった。山の神が転んで遅れを取った間に川の神がどんどん差をつけてしまい勝利したという。

そのため、川の神である安福河伯神社付近から阿武隈川は東に流れを変え、太平洋に向かうように流れていると伝えられている。
また、山の神は安福河伯神社の対岸の岩沼市に鎮座する千貫神社（旧称深山大権現）の祭神の大山祇神であるという。